# Hrabstwo Jackson (Missouri)
Hrabstwo Jackson (ang. Jackson County) – hrabstwo w zachodniej części stanu Missouri w Stanach Zjednoczonych. Obszar całkowity hrabstwa obejmuje powierzchnię 616,41 mil2 (1 597 km²). Według danych z 2010 r. hrabstwo miało 674 158 mieszkańców, plasując je na drugim miejscu wśród najbardziej zaludnionych hrabstw tego stanu (po hrabstwie St. Louis. Hrabstwo powstało formalnie 15 grudnia 1826 roku i nosi imię Andrew Jacksona - senatora Tennessee (i późniejszego prezydenta Stanów Zjednoczonych).

## Sąsiednie hrabstwa
- Hrabstwo Clay (północ)
- Hrabstwo Ray (północny wschód)
- Hrabstwo Lafayette (wschód)
- Hrabstwo Johnson (południowy wschód)
- Hrabstwo Cass (południe)
- Hrabstwo Johnson (Kansas) (południowy zachód)
- Hrabstwo Wyandotte (Kansas) (północny zachód)

## Miasta
- Blue Springs
- Buckner
- Grain Valley
- Grandview
- Greenwood
- Independence
- Kansas City
- Lake Lotawana
- Lake Tapawingo
- Levasy
- Lone Jack
- Oak Grove
- Raytown
- Sugar Creek

## Wioski
- River Bend
- Sibley
- Unity Village